# Eruca vesicaria
La ruca (Eruca vesicaria) és una espècie de planta brassicàcia. La seva distribució és latemediterrània-iraniana, és l'única espècie del gènere Eruca que es troba als Països Catalans.

## Descripció
És una planta anual erecta embrancada de 10 a 80 cm d'alt, flors típica de les brassicàcies amb 4 pètals en creu de color blanc a groguenc, amb venes violàcies i fruits en siliqua cilíndrica. Floreix entre març i juliol. És comestible però es considera una mala herba.
És una espècie polimorfa, als Països Catalans presenta la subespècie vesicaria i la subespècie sativa.
Eruca sativa (Mill. 1768) classificada per alguns botànics com espècie diferent, d'altres la consideren una subespècie dins E. vesicaria sativa Thell. Aquesta es cultiva per les seves fulles en amanida. De les seves llavors s'obté un oli comestible.

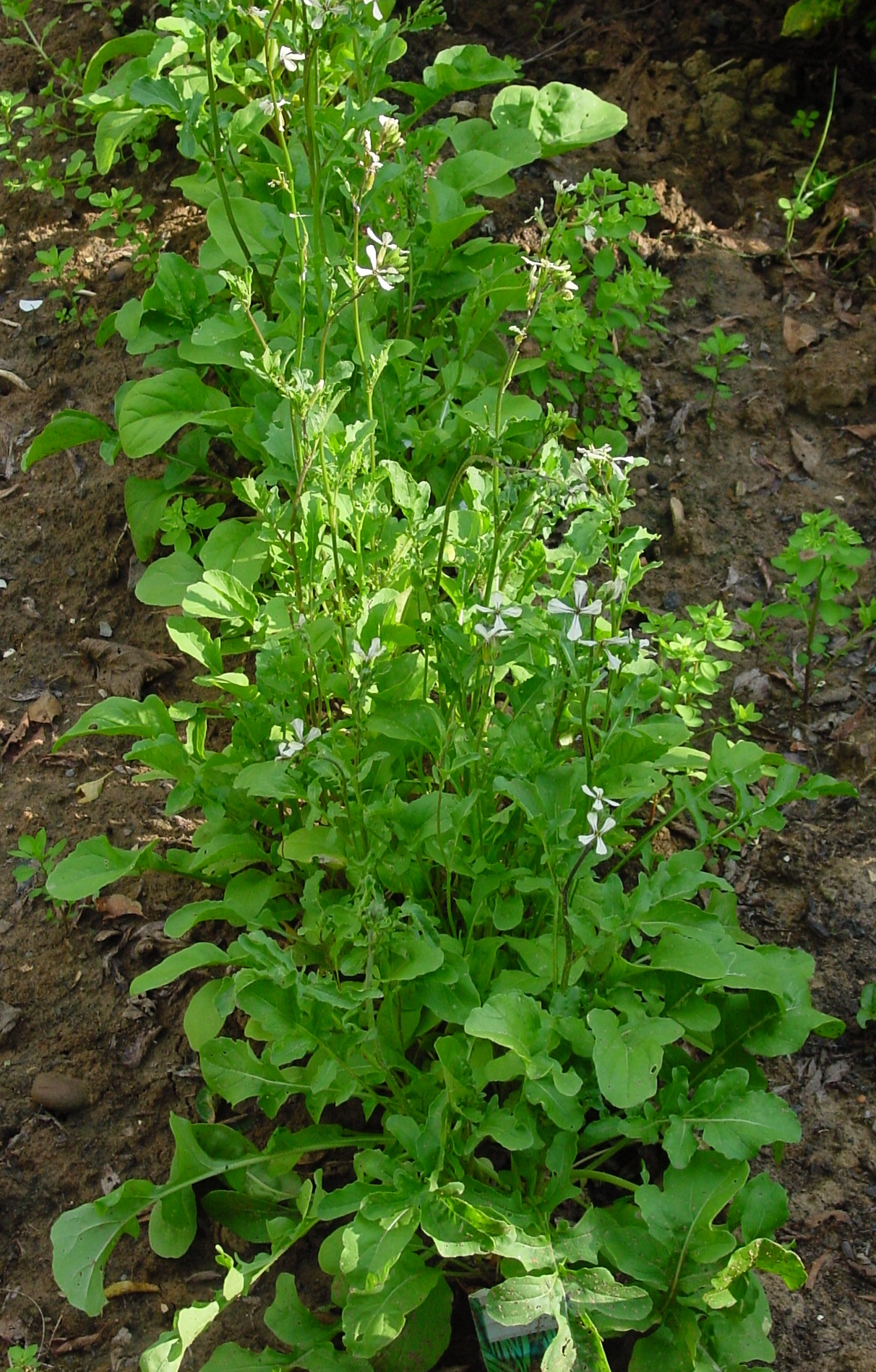
Eruca vesicaria sativa.

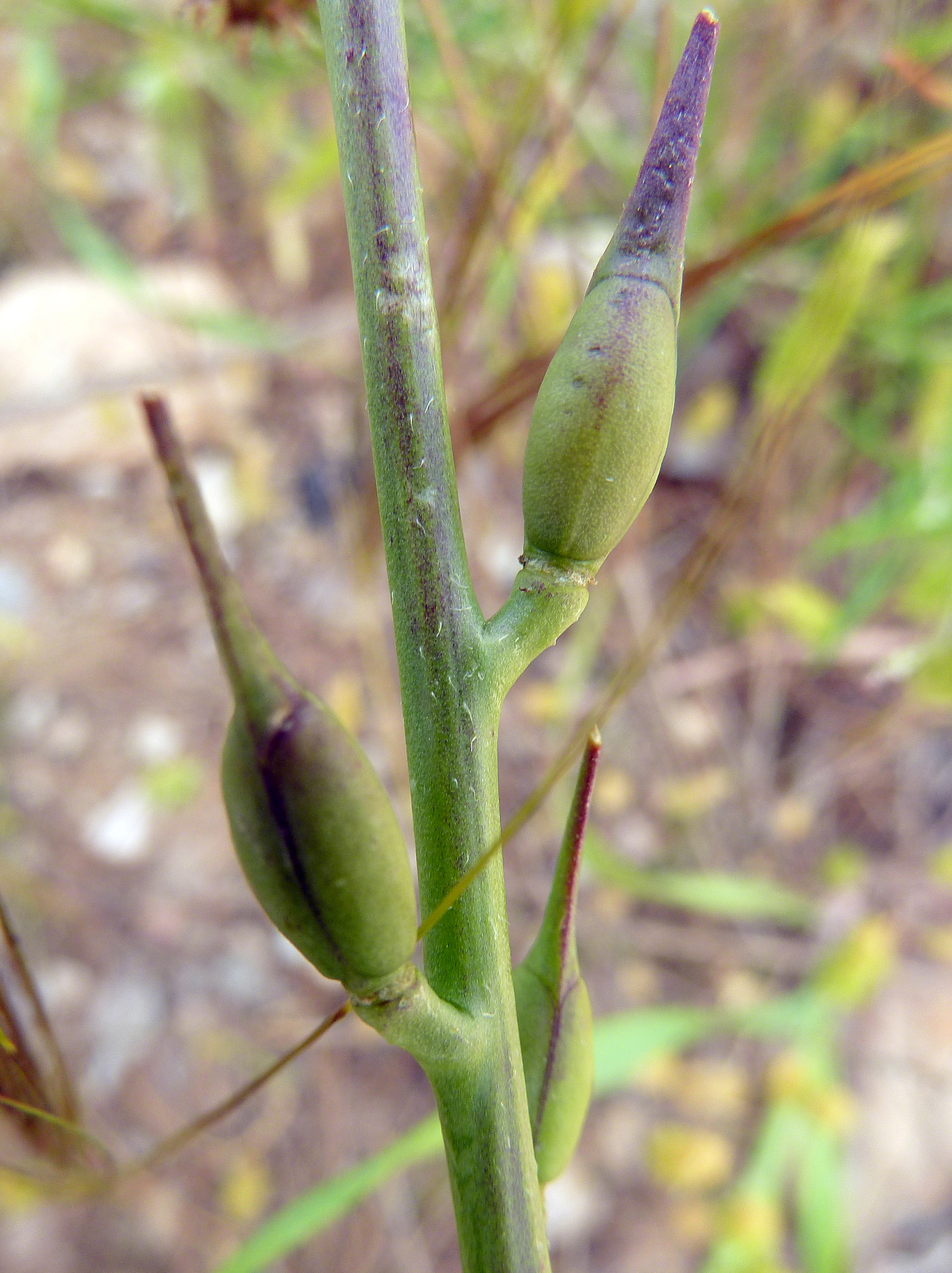
Eruca vesicaria - fructificació a Albatera (Alacant)

## Hàbitat
Poblaments de plantes anuals nitròfils dels sòls àrids de la plana mediterrània a l'estatge montà superior des del nivell del mar als 1000 m i excepcionalment fins als 1900 m d'altitud.

## Sinònims
| - Brassica eruca L. - Brassica pinnatifida Desf. - Brassica vesicaria L. - Eruca cappadocica Boiss. - Eruca grandiflora Cav. - Eruca longirostris var. leptocarpa Pau - Eruca longirostris R. Uechtr. - Eruca orthosepala (Lange) Lange - Eruca pinnatifida (Desf.) Pomel - Eruca sativa subsp. longirostris (R. Uechtr.) Jahand. & Maire - Eruca sativa subsp. vesicaria (L.) Briq. ex Jahand. & Maire | - Eruca sativa var. hispida Cámara - Eruca sativa var. longirostris (R. Uechtr.) Rouy - Eruca sativa var. polysperma Rouy - Eruca sativa Garsault - Eruca sativa Lam. - Eruca sativa Mill. - Eruca stenocarpa var. major Rouy - Eruca sylvestris Bubani - Eruca vesicaria subsp. sativa (Mill.) Thell. in Hegi - Eruca vesicaria var. longirostris (R. Uechtr.) Rouy ex Thell. in Hegi - Eruca vesicaria var. orthosepala Lange - Eruca vesicaria var. sativa (Garsault) Thell. |